# Inulinae
Inuleae podtribus iz potporodice Asteroideae, dio tribusa Inuleae. Sastoj ise od 31 roda.

## Rodovi
1. Duhaldea DC. (13 spp.)
2. Cyathocline Cass. (4 spp.)
3. Caesulia Roxb. (1 sp.)
4. Blumea DC. (86 spp.)
5. Blumeopsis Gagnep. (1 sp.)
6. Nanothamnus Thomson (1 sp.)
7. Merrittia Merr. (1 sp.)
8. Schizogyne Cass. (2 spp.)
9. Vieraea Webb & Berthel. (1 sp.)
10. Rhanterium Desf. (3 spp.)
11. Buphthalmum L. (3 spp.)
12. Pentanema Cass. (33 spp.)
13. Vicoa Cass. (17 spp.)
14. Chrysophthalmum Sch. Bip. (3 spp.)
15. Carpesium L. (20 spp.)
16. Telekia Baumg. (1 sp.)
17. Inula L. (79 spp.)
18. Limbarda Adans. (1 sp.)
19. Rhanteriopsis Rauschert (5 spp.)
20. Monactinocephalus Klatt (2 spp.)
21. Pulicaria Gaertn. (85 spp.)
22. Dittrichia Greuter (2 spp.)
23. Jasonia (Cass.) Cass. (1 sp.)
24. Anvillea DC. (2 spp.)
25. Pallenis (Cass.) Cass. (6 spp.)
26. Asteriscus Mill. (9 spp.)
27. Chiliadenus Cass. (10 spp.)
28. Allagopappus Cass. (2 spp.)
29. Perralderia Coss. (3 spp.)
30. Iphiona Cass. (15 spp.)
31. Lifago Schweinf. & Muschl. (1 sp.)